# 爱情最美丽
《爱情最美丽》，2014年中国大陆当代情感剧，北京国立常升影视公司出品。由张国立执导，张国立、蒋雯丽、马思纯、刘立等演员出演。2013年7月殺青，该剧于2014年5月20日在中国大陆地面频道首播，7月20日于东方卫视、深圳卫视、江苏卫视、天津卫视上星播出，至8月4日播毕。本剧是继《金婚》之后，张国立与蒋雯丽再度合作的影视作品。

## 剧情
人近中年，不断相亲的体育老师马锦魁（张国立饰）与风姿绰约的单身女老板牛美丽（蒋雯丽饰）是一对死对头，可他们的女儿马晓灿（马思纯饰，不是亲生）与侄子牛小北（刘立饰）之间却意外地走到了一起，随着小两口越走越近，两个家庭关系也被拉近了，两个隐藏在家庭背后的秘密渐渐浮出了水面。马锦魁揭穿了马晓灿不是马锦魁亲女儿的事实，而牛美丽的挚友说破了“侄子”牛小北是牛美丽的亲儿子的事实，一个不是亲爸，却当亲姑娘养，一个是亲妈，却因家庭阻碍无法相认。最后这对年轻人不畏家庭阻挠终于走到了一起，而他们的上一代马锦魁，最终因为心底对孩子们的真挚的爱而融化彼此，走到了一起。

## 主要演员
- 张国立 饰 马锦魁：中学体育教师，后给牛美丽当保安。
- 蒋雯丽 饰 牛美丽：进口车4S店女老板。
- 马思纯 饰 马晓灿：马锦魁女儿，实际并非其亲生。
- 刘立 饰 牛小北：牛美丽侄子，实为其亲生儿子。

## 收视率
本剧在中国大陆地面频道播出时的收视率极高。济南电视台新闻频道一度达到9.19的超高收视，平均收视也达到了7.19；沈阳电视台新闻频道也因该剧达到了年度最高收视，比之前提高了一点多个百分点，还拉动了紧跟该剧的新闻时段的收视。